# Norstadtjärnen
Norstadtjärnen är en sjö i Strömsunds kommun i Ångermanland och ingår i Ångermanälvens huvudavrinningsområde. Sjön har en area på 0,11 kvadratkilometer och ligger 211,8 meter över havet. Sjön avvattnas av vattendraget Jansjönoret.

## Delavrinningsområde
Norstadtjärnen ingår i det delavrinningsområde (708066-152843) som SMHI kallar för Namn saknas. Medelhöjden är 241 meter över havet och ytan är 2,67 kvadratkilometer. Räknas de 12 avrinningsområdena uppströms in blir den ackumulerade arean 66,37 kvadratkilometer. Jansjönoret som avvattnar avrinningsområdet har biflödesordning 3, vilket innebär att vattnet flödar genom totalt 3 vattendrag innan det når havet efter 145 kilometer. Avrinningsområdet består mestadels av skog (74 procent) och sankmarker (11 procent). Avrinningsområdet har 0,11 kvadratkilometer vattenytor vilket ger det en sjöprocent på 4,2 procent. Bebyggelsen i området täcker en yta av 0,15 kvadratkilometer eller 6 procent av avrinningsområdet.